# Synteza dźwięku
Synteza dźwięku – proces, którego celem jest generowanie sygnału fonicznego oraz tworzenie barw (brzmień) na podstawie zdefiniowanych parametrów. Parametry te określają charakterystykę widmową oraz amplitudową dźwięku. Synteza dźwięku realizowana jest przez syntezatory, elektrofony elektroniczne, sampler.

## Podział syntezy dźwięku ze względu na metody
- Metody widmowe:
  - Synteza subtraktywna
    - Realizowana analogowo
    - Realizowana cyfrowo

  - Synteza addytywna
    - Realizowana analogowo
    - Realizowana cyfrowo
- Algorytmy abstrakcyjne:
  - Synteza FM
  - Metoda zniekształcania fazy
  - Metoda fraktalna
- Modelowanie fizyczne:
  - Matematyczne modelowanie instrumentów
  - Modelowanie falowodowe
- Przetwarzanie sygnału:
  - Synteza tablicowa (wavetable)
  - Synteza samplingowa
  - Synteza wektorowa
  - Synteza granularna.

## Zastosowania syntezy dźwięku
- Muzyka elektroniczna i eksperymentalna
- Naśladowanie brzmień instrumentów akustycznych
- Poszukiwanie nowych brzmień
- Badania naukowe.